# Phục bích tại Ấn Độ
Phục bích (tiếng Trung: 復辟), còn được phiên âm là phục tích hay phục tịch, nghĩa đen là "khôi phục ngôi vua" là trường hợp một quân chủ đã từ nhiệm hoặc đã bị phế truất hay từng bị lật đổ bởi các cuộc cách mạng và đảo chính trong nước, thậm chí phải lưu vong do nạn ngoại xâm nhưng sau đó khôi phục lại được ngôi vị của mình. Dưới đây liệt kê những cuộc phục bích tại Ấn Độ.

## Tây Kshatrapas
Triều đại Bhadramukhas:
- Jivadaman (tại vị:175, phục vị:197–199)

Năm 175, Jivadaman bị cướp chính quyền khi mới lên ngôi chưa ngồi nóng chỗ, người chiến thắng là Rudrasimha I. Từ năm 188-191, Isvaradatta là người đoạt được quyền lực, xen giữa hai thời kỳ ngự trị của Rudrasimha I. Năm 197, Rudrasimha I qua đời, Jivadaman lên làm vua lần thứ hai.
- Rudrasimha I (tại vị:175–188, phục vị:191-197)

Năm 188, Isvaradatta lên ngôi vua, Rudrasimha I bị lật đổ phải lưu vong nơi đất khách quê người. Năm 191, Isvaradatta bị giết chết, Rudrasimha I hồi hương phục tịch.

## Vương triều Chalukya
Chalukya xứ Kalyani:
- Vijay Aditya VI (tại vị:1063－1068, phục vị:1072－1075)

Năm 1068, ngôi vị của Vijay Aditya VI bị gián đoạn bởi nhiều nguyên nhân lý do khác nhau, có cả khách quan lẫn chủ quan. Năm 1072, ông lấy lại được giang sơn xã tắc của mình.

## Đế quốc Vijayanagara
Nhà Sangama:
- Rajasekhara (tại vị:1468–1469, phục vị:1479–1480, tái phục vị:1486–1487)

Năm 1469, Rajasekhara bị thay thế bởi Virupaksha I, sau đó đến lượt Praudha Deva Raya. Ông khôi phục lại địa vị vào năm 1479, nhưng chỉ non một năm thì mất quyền lực bởi Virupaksha II. Năm 1486, lần thứ ba Rajasekhara giành lại ngôi báu, nhưng rốt cuộc cũng không giữ nổi, triều đại của ông kết thúc năm 1487, vua Narasimha nhà Saluva lên ngôi chấm dứt sự tồn tại của nhà Sangama.

## Đế quốc Mogul
- Nasiruddin Humayun (tại vị:1530-1539, phục vị:1555-1556)

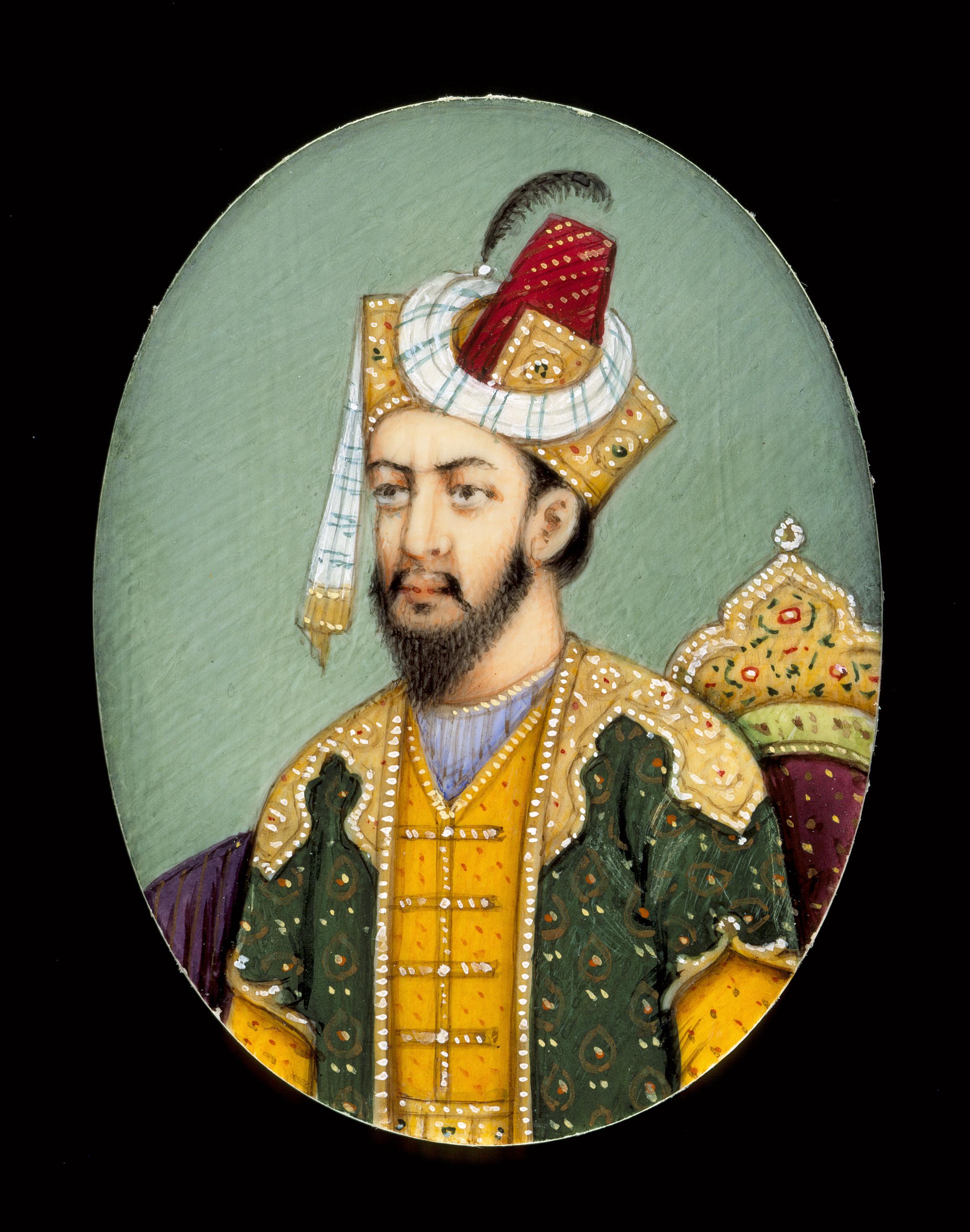
Nasiruddin Humayun

Năm 1539, Nasiruddin Humayun do quá đắm mình vào những trò vui thanh sắc nên đã mất vương quốc về tay một nhà quý tộc Afghanistan, Sher Shah Sur (tức Sher Khan). Sher Shah đã thiết lập nhà Sur trên lãnh thổ cũ của Nasiruddin Humayun, còn Nasiruddin Humayun lại lặp lại số phận của vua cha Ẓahīr-ud-Dīn Muhammad, trở thành một kẻ lang thang không nhà cửa trên miền Tây Nam Á. Sher Shah Sur mất năm 1545, nhà Sur phát sinh nội loạn, liên tiếp có những cuộc thanh trừng sát phạt đẫm máu, lần lượt các vua: Islam Shah (1545-1553), Muhammad V(1553-1554), Firuz (1554), Ibrahim III (1554-1555) và Sikander Shah (1555) thay nhau cướp chính quyền về tay mình. Nasiruddin Humayun lúc đó đang lưu vong ở Ba Tư, ông đã mượn binh nước này mở cuộc tiến công quy mô lớn vào Delhi, giành lại được đất nước, đuổi thế lực của nhà Sur trở về Afghanistan năm 1555. Sau nhiều năm bôn ba mệt mỏi, cảm thấy mình không thể sống được lâu nữa, Nasiruddin Humayun đã quyết định chọn người con trai Akbar làm Hoàng thái tử và cử quan tể tướng Bairam Khan làm nhiếp chính, ông qua đời năm 1556.

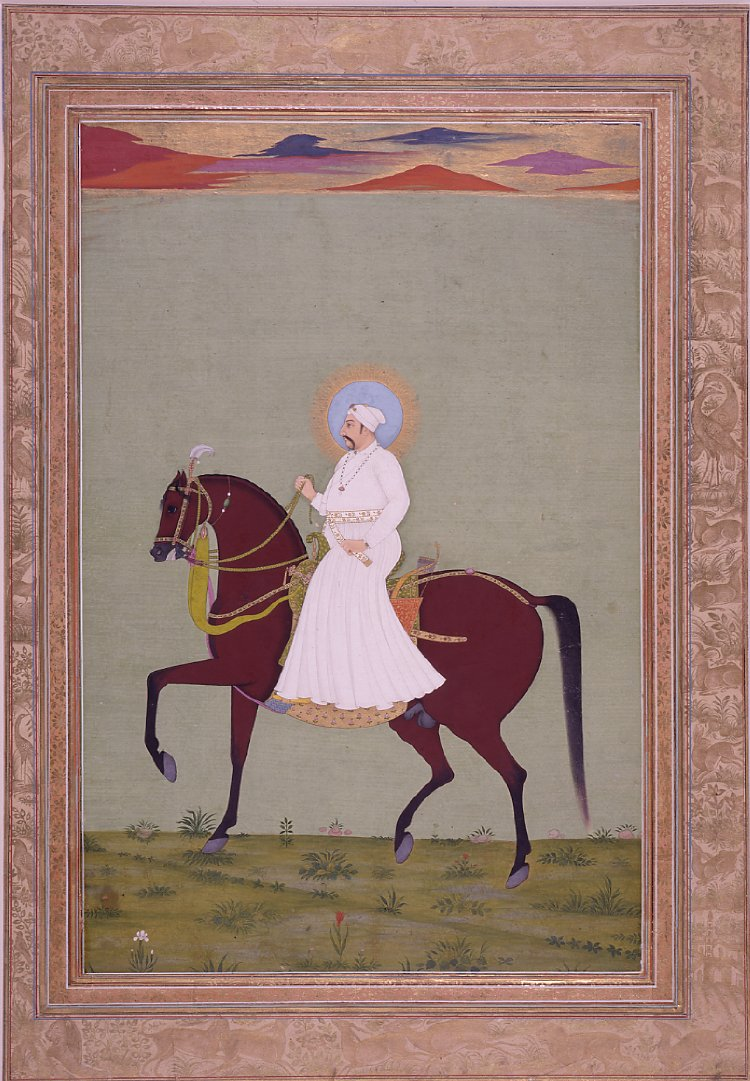
Muhammad Shah

- Muhammad Shah (tại vị:1719-1720, phục vị:1720-1748)

Ngày 15 tháng 10 năm 1720, Abul Fath Zahir-ul-din Muhammad Ibrahim khỏi nhà tù và được đặt lên ngai vàng của đế quốc Mogul, Muhammad Shah bị lật đổ. Abul Fath Zahir-ul-din Muhammad Ibrahim được anh em nhà Sayyid (thuật ngữ dùng để nhắc đến Syed Hussain Khan và Syed Hassan Ali Khan Barha, những người có quyền lực thực tế trong đế quốc Mughal thời bấy giờ) chỉ định làm người kế vị anh trai mình. Tuy nhiên, ông này đã bị Muhammad Shah đánh bại trong trận chiến Hasanpur, và bị phế truất vào ngày 13 tháng 11 năm 1720, bị đưa trở lại nhà tù trong tòa thành Shahjahanabad. Một tứ tấu được trích dẫn bởi Khush-hal Chand nói, ngày quyền lực của Abul Fath Zahir-ul-din Muhammad Ibrahim  ngắn ngủi, "giống như một giọt sương trên một ngọn cỏ". Muhammad Shah để giành lại sự cai trị của mình, đã sắp xếp cho anh em bị giết với sự giúp đỡ của Nizam-ul-Mulk Asaf Jah, Syed Hussain Ali Khan đã bị sát hại tại Fatehpur Sikri vào năm 1720, và Syed Hassan Ali Khan Barha bị đầu độc vào năm 1722.

## Nhà nướcAssam
Triều đại Induvamsha (Ahom):
- Suhitpangpha Gaurinathasimha (tại vị:1780-1792, phục vị:1796-1808)

Năm 1792, Baratha Singh Mahamari giành quyền kiểm soát nhà nước Assam từ tay Suhitpangpha Gaurinathasimha. Trong những năm 1793-1796, người thống trị xứ này là Sarvananda Singh, Baratha Singh Mahamari bị hạ bệ cho đến năm 1796 mới lấy lại địa vị. Nhưng Suhitpangpha Gaurinathasimha đã trở lại, điều đó khiến cuộc phục tích của Baratha Singh Mahamari chỉ như áng phù vân, vừa mới tụ lại đã bị gió thổi tan biến.
- Baratha Singh Mahamari (tại vị:1792-1793, phục vị:1796)

Năm 1793, ngôi báu Baratha Singh Mahamari mới đoạt được một năm đã bị cướp mất, người thực hiện cuộc chính biến này là Sarvananda Singh. Năm 1796, Baratha Singh Mahamari cố gắng cướp chính quyền lần thứ hai nhưng không ăn thua, bởi Suhitpangpha Gaurinathasimha đã quay về dẹp tan cả Baratha Singh Mahamari lẫn Sarvananda Singh đang trong thế giằng co để đăng cơ lần thứ nhì.
- Sudinpha Chandrakantasimha Narendra (tại vị:1811-1818, phục vị:1819-1821, tái phục vị:1822)

Năm 1818, Purendrasimha Narendra nhảy lên nắm quyền sau khi đánh bại Sudinpha Chandrakantasimha Narendra, nhưng âm mưu của cung điện Ahom và sự hỗn loạn chính trị do cuộc nổi loạn Moamoria, đó là cái cớ để người Miến Điện tấn công Assam và đưa Sudinpha Chandrakantasimha Narendra trở lại ngôi vị vào năm 1819. Năm 1821, việc Sudinpha Chandrakantasimha Narendra chuyển lòng trung thành của mình sang phía người Anh, đã dẫn dắt người Miến Điện đem quân xâm chiếm Assam, Yogeshvarasimha được người Miến Điện đưa lên ngai vàng. Sudinpha Chandrakantasimha Narendra phải bỏ chạy, nhưng đến năm 1822 ông đem quân trở lại, lật đổ được Yogeshvarasimha để phục tịch, Yogeshvarasimha chạy theo quân Miến Điện. Ít lâu sau, viện binh Miến Điện kéo sang, biến xứ này thành một tỉnh của Miến Điện dưới quyền một tổng đốc quân sự vào năm 1822, Sudinpha Chandrakantasimha Narendra thất bại toàn diện, Yogeshvarasimha tuy lên ngôi lần hai nhưng thực tế chỉ là bù nhìn mà thôi.
- Purendrasimha Narendra (tại vị:1818-1819, phục vị:1833-1838)

Năm 1819, Purendrasimha Narendra mất ngôi, người tiền nhiệm Sudinpha Chandrakantasimha Narendra quay lại đoạt vị bởi được quân Miến Điện hỗ trợ. Cuộc chiến tranh Anh-Miến Điện xảy ra vào năm 1824, kết thúc theo Hiệp ước Yandabo năm 1826, với việc Công ty nắm quyền kiểm soát Hạ Assam và đưa Purendrasimha Narendra lên làm vua của Thượng Assam 1833. Sự sắp xếp kéo dài đến năm 1838 và sau đó người Anh dần sáp nhập toàn bộ khu vực, từ đó nhà nước Assam bị bãi bỏ, chính thức sáp nhập vào thuộc địa Ấn Độ nằm trong đế quốc Anh.
- Yogeshvarasimha (tại vị:1821-1822, phục vị:1822-1826)

Năm 1822, Yogeshvarasimha được người Miến Điện ủng lập khi họ đánh đuổi Sudinpha Chandrakantasimha Narendra, nhưng ông bị thất bại ngay trong năm đó bởi Sudinpha Chandrakantasimha Narendra. Tuy nhiên, chỉ ít lâu sau người Miến Điện đưa lực lượng trở lại, Yogeshvarasimha danh nghĩa làm vua nhưng quyền lực bị chi phối bởi một tổng đốc quân sự người Miến Điện, địa vị của ông chấm dứt sau cuộc chiến tranh Anh-Miến lần thứ nhất năm 1826.

## Nhà nướcAjaigarh
Triều đại Bundela:
- Bakht Singh (tại vị:1792-1793, phục vị:1807-1837)

Năm 1793, Bakht Singh đánh mất ngôi. Sau đó lần lượt trải qua các đời vua: Ali Bahadur (1793-1802), Shamsher Bahadur Rajas(1802-1804), Lakshman Dawa (1804- 1807) cho đến khi Bakht Singh khôi phục quyền lực của mình.

## Nhà nướcBaghal
Triều đại Baghalia:
- Jagat Singh (tại vị:1778-1805, phục vị:1815-1828)

Năm 1805, nhà nước Baghal bị vương quốc Nepal chiếm đóng suốt mười năm ròng rã, vua Jagat Singh trở thành tù nhân, được đem đi lưu đày ở Nalagarh. Năm 1815, Jagat Singh nhờ sự can thiệp của đại Anh Quốc nên được trả tự do, ông quay về cố hương phục tịch.

## Nhà nướcVadodara
Triều đại Gaekwads: 
- Govind Rao I (tại vị:1768-1771, phục vị:1774-1778, tái phục vị:1793-1800)

Năm 1771, Govindrao I bị buộc phải thoái nhiệm, nguyên do Fateh Singh I đến Poona và nhận được từ Peshwa việc xem xét lại quyết định của mình, Sayaji Rao I được công nhận là Sena Khas Khel và Fateh Singh đóng vai trò nhiếp chính. Đến năm 1774, Fateh Singh I đảo ngược quyết định ủng hộ Sayaji Rao I và công nhận đồng minh Govind Rao I cũ của ông ta là Sena Khas Khel, nhưng chẳng bao lâu sau Fateh Singh I cũng bị trục xuất khỏi Poona. Năm 1778, cán cân quyền lực ở Vadodara lại có sự xáo trộn, Fateh Singh một lần nữa nhận được sự bổ nhiệm làm nhiếp chính và Sayaji Rao I quay trở lại làm Sena Khas Khel. Govind Rao I mất ngôi lần thứ hai, đến năm 1792, Sayaji Rao I qua đời, Manaji Rao Gaikwar (người đang giữ quyền nhiếp chính sau khi quật đổ được Fateh Singh I năm 1789) tuyên bố lên làm Sena Khas Khel. Bất chấp yêu sách của Govind Rao I, người nắm quyền lực Manaji Rao Gaikwar đã trả một số tiền lớn cho Peshwa Maratha de Poona để được xác nhận. Trong khi đó, Sindhia lại ủng hộ Govind Rao I và sự cạnh tranh giữa ông và Manaji Rao Gaikwar vẫn tồn tại cho đến khi cái chết sau đó của Manaji Rao Gaikwar ở Baroda vào ngày 27 tháng 7 năm 1793, Manaji Rao Gaikwar lại sống độc thân và không có con. Sau đó, Govind Rao I, với một khoản thanh toán mạnh mẽ, cuối cùng đã có thể tiếp cận quyền lực vào tháng 8 năm 1793, ông nhận được danh hiệu Sena Khas Khel lần thứ ba.
- Sayaji Rao I (tại vị:1771-1774, phục vị:1778-1792)

Năm 1774, Sayaji Rao I mất ngôi bởi sự trở lại của người anh em Govind Rao I. Năm 1778, Sayaji Rao I phục vị và trị vì cho đến khi qua đời.
- Fateh Singh I (tại vị:1771-1774, phục vị:1778-1789)

Năm 1774, quyền nhiếp chính của Fateh Singh I không còn duy trì được bởi Govind Rao I phục bích. Năm 1778, Fateh Singh I trở lại, ông nắm giữ cương vị cho đến khi bị Manaji Rao Gaikwar lật nhào năm 1789.

## Nhà nướcBarwani
Triều đại Shishodhya:
- Jashwant Singh (tại vị:1839-1861, phục vị:1873-1880)

Năm 1861, Jashwant Singh bị buộc phải thoái vị, ngai vàng của Barwani bị bỏ trống bởi sự quản trị trực tiếp của đế quốc Anh. Jashwant Singh  Năm 1873, chính quyền Anh quyết định khôi phục nhà nước Barwani với phương châm dùng người bản xứ trị người bản xứ, Jashwant Singh được đưa trở lại ngôi vị.

## Nhà nướcBashahr
- Shamsher Singh (tại vị:1850-1887, phục vị:1898-1914)

Năm 1887, Raghunath Singh giành quyền kiểm soát tại Bashahr sau cuộc chính biến đẫm máu, Shamsher Singh đánh mất ngôi vị phải bỏ chạy. Năm 1898, nhà nước Bushahr bị chính quyền Anh tiếp quản, Raghunath Singh bị lật đổ, Shamsher Singh được đưa trở về vị trí ban đầu.

## Nhà nướcBhajji
Triều đại Pal: 
- Rudrapal (tại vị:1799-1803, phục vị:1815-1842)

Năm 1803, Rudrapal cùng với Purana Chandra của nhà nước  Jubbal đều trở thành "vong quốc chi quân" khi giang sơn xã tắc của họ đều bị vương quốc Nepal chiếm đóng. Năm 1815, Rudrapal đã lãnh đạo quần chúng nổi dậy đánh đuổi quân xâm lược, giành lại độc lập tự do cho tổ quốc, như vậy lần thứ hai ông bước lên ngôi báu.

## Nhà nướcBharatpur
- Triều đại Sinsiniwal Jat:
- Balwant Singh (tại vị:1825, phục vị:1826-1853)

Năm 1825, Balwant Singh lên ngôi lúc 5 tuổi, ông được nhiếp chính dưới quyền của mẹ mình và giám thị của Đại lý chính trị, nhưng Balwant Singh chưa kịp ngồi vững trên ngai vàng thì bị người chú Maharaja Durjan Sal thách thức bằng việc lật đổ rồi bỏ tù. Charles Metcalf, thống đốc mới của Anh ở Delhi, đã can thiệp vào cuộc tranh chấp và phái quân đội của công ty Đông Ấn tấn công pháo đài Bharatpu, họ tập trung nhân lực vào ngày 10 tháng 12 năm 1825. Năm 1826, các lực lượng viễn chinh Anh đã kéo đến bao vây Bharatpur trong ba tuần và vào ngày 18 tháng 1, pháo đài  mà trước đây được coi là bất khả xâm phạm, đã bị quân đội dưới quyền của tử tước Lord Comber phá hủy, Maharaja Durjan Sal sau đó bị đem đi giam cầm tại Allahabad, Balwant Singh quay trở lại cầm quyền.

## Nhà nướcBundi
Triều đại Hara Chauhan:
- Umaid Singh (tại vị:1749-1770, phục vị:1773-1804)

Năm 1770, Ajit Singh lên ngôi, lần trị vì đầu tiên của Umaid Singh chấm dứt. Năm 1773, Ajit Singh qua đời, lần trị vì thứ nhì của Umaid Singh bắt đầu.

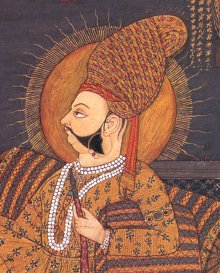
Ram Singh

## Nhà nướcDhar
Triều đại Ponwar:
- Anand Rao III Puar (tại vị:1857-1858, phục vị:1864-1898)

Năm 1858, nhà nước Dhar bị bãi bỏ, Anand Rao III Puar mất ngôi. Nguyên nhân vì Anand Rao III Puar đã hỗ trợ chính quyền bang trong cuộc nổi dậy của người Sipais, thời kỳ này quân đội Anh chiếm đóng trực tiếp quản lý Dhar. Ngày 21 tháng 11 năm 1864, người Anh khôi phục nhà nước Dhar, Anand Rao III Puar trở lại ngai vàng, ngoại trừ quận Bairasia, được cấp cho Sekandar Begum của Bhopal.

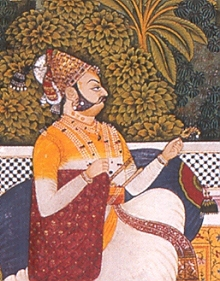
Vijay Singh

## Nhà nướcMarwar
Triều đại Rathor:
- Ram Singh (tại vị:1749-1751, phục vị:1753-1772)

Ram Singh bị đánh bại trong trận chiến bởi chú Bakht Singh tại Luniawas ngày 27 tháng 11 năm 1750 và bị trục xuất khỏi Jodhpur vào năm 1751, ông tìm nơi ẩn náu ở Jaipur. Năm 1752, quyền lực còn chưa kịp củng cố thì Bakht Singh đột ngột qua đời, con trai là Vijay Singh thay thế. Năm 1753, Ram Singh tiến hành chính biến, lật đổ được người anh em họ Vijay Singh, qua đó giành quyền cai trị lần thứ hai cho đến lúc chết.

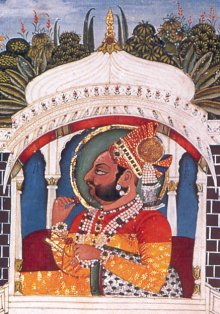
Bhim Singh

- Vijay Singh (tại vị:1752-1753, phục vị:1772-1793)

Ngày 31 tháng 1 năm 1753, Vijay Singh bị người anh em họ Maharaja Ram Singh phế truất, ông đã trở lại gadi lần thứ hai sau cái chết của Maharaja Ram Singh vào năm 1772.
- Bhim Singh (tại vị:1792-20/03/1793, phục vị:17/07/1893-1803)

Ngỳ 20/03/1793, sau ngót một năm chiếm giữ Mehrangarh và tự xưng là người cai trị thay cho ông của mình từ ngày 13 tháng 4 năm 1792, Bhim Singh đầu hàng và rút lui cho jagir cá nhân của mình tại Sawana. Gần bốn tháng sau, Bhim Singh một lần nữa chiếm giữ pháo đài, bắt giam Man Singh (người kế vị của Vijay Singh) và tuyên bố mình là người cai trị lần thứ hai vào ngày 17 tháng 7 năm 1793, ông đã dành toàn bộ triều đại của mình để tranh giành sự kế vị với các chú và anh em họ của mình.

## Nhà nướcJubbal
- Purana Chandra (tại vị:1800-1803, phục vị:1815-1832, tái phục vị:1840)

Năm 1803, nhà nước Jubbal bị Đế chế Gorkhali chiếm đóng, vua Purana Chandra phải bỏ chạy. Năm 1815, Purana Chandra phục bích, đánh đuổi được giặc ngoại xâm ra khỏi bờ cõi. Năm 1832, đế quốc Anh công chiếm Jubbal, vua Purana Chandra không chống cự nổi đành chịu mất ngôi lần thứ hai. Năm 1840, ông khôi phục lại địa vị lần thứ ba, nhưng đáng tiếc ông lại qua đời khi còn chưa kịp ổn định tình hình đất nước ngay trong năm đó.

## Nhà nướcJunagadh
Triều đại Babi:
- Shri Diwan Nawab Muhammad Mahabat Khanji I Bahadurkhanji (tại vị:1758-1760, phục vị:1762-1774)

Năm 1760, triều đại vua Shri Diwan Nawab Muhammad Mahabat Khanji I Bahadurkhanji gián đoạn bởi sự tiếm quyền của Shri Diwan Nawab Muzaffar Khanji Ja'afarkhanji. Năm 1762, Shri Diwan Nawab Muzaffar Khanji Ja'afarkhanji bị đánh bại và phế truất khi Shri Diwan Nawab Muhammad Mahabat Khanji I Bahadurkhanji trốn thoát khỏi nơi giam giữ và tổ chức binh biến để khôi phục địa vị.

## BhonsleMaharaja xứThanjavur
Vương quốc Thanjavur Maratha:

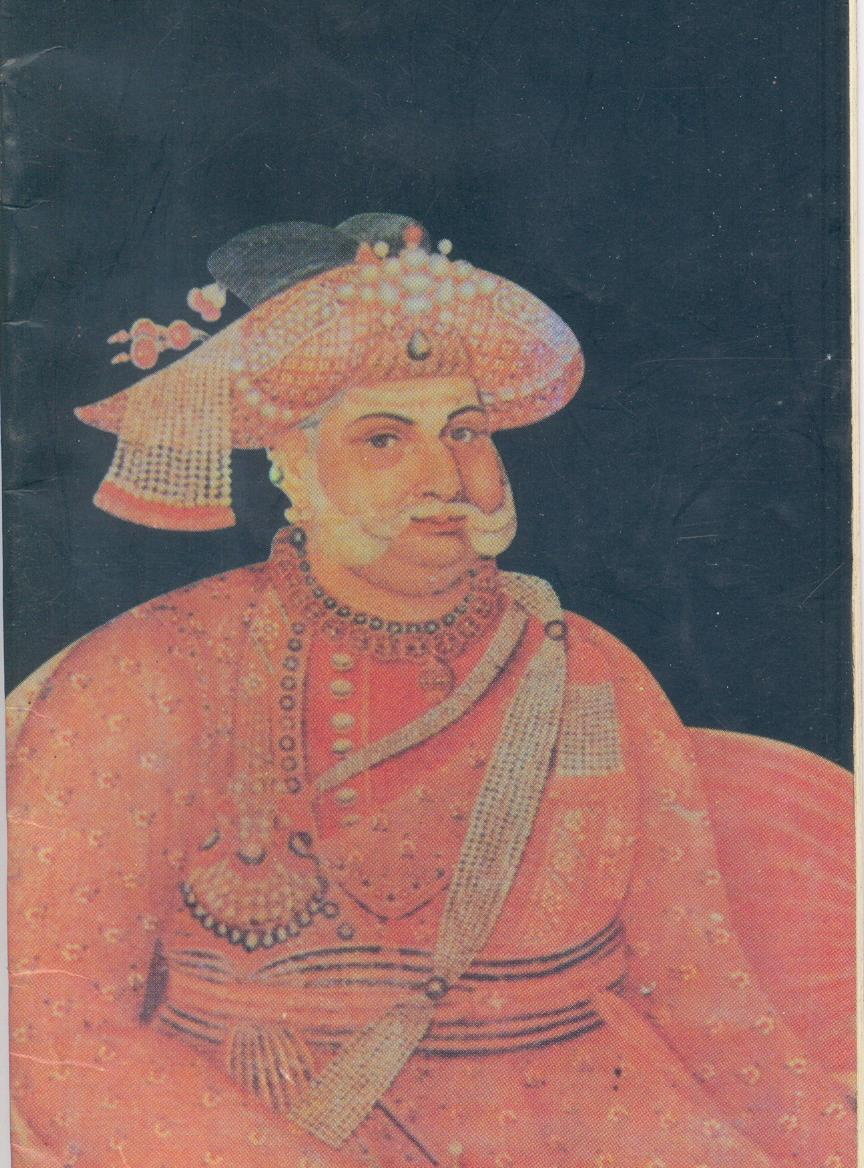
Serfoji II

- Serfoji II (tại vị:1787–1793, phục vị:1798–1832)

Năm 1793, sau thời gian nhiếp chính, Amar Singh đã quyết định chiếm lấy ngai vàng sau khi hạ bệ vua Serfoji II (cũng là cháu nuôi của ông này) và cai trị với tư cách là người cai trị tuyệt đối của Thanjavur từ đó đến năm 1798. Amar Singh chống lại những nỗ lực của đế quốc Anh để chiếm lấy vương quốc cho đến thời điểm ông ta ký gửi có lợi cho cháu trai nuôi của mình, Serfoji II vào năm 1798. Trong khi đó, người Anh đã ra mặt đưa Serfoji II lên ngôi vua lần thứ hai tại Thanjavur. Để đổi lấy sự giúp đỡ của họ, Serfoji II đã buộc phải nhượng lại chính quyền vương quốc cho người Anh và đổi lại, được cấp một khoản trợ cấp hàng năm chùa 100.000 sao và một phần năm doanh thu đất của nhà nước. Chủ quyền của Serfoji II bị giới hạn ở Pháo đài Thanjavur và các khu vực lân cận, do đó ông được nhớ đến trong lịch sử trong vai trò là người cai trị có chủ quyền cuối cùng của Thanjavur.